# Агаллі Микола Дмитрович
Агаллі Микола Дмитрович (нар. 9 жовтня 1866, Таганрог Росія — 12 лютого 1945, с. Долинка, Росія) — ветеринарний лікар, професор
Закінчив Харківський ветеринарний інститут (1891), де відтоді й працював (з перервою) у терапевтичній клініці та на бактеріологічній станції (до 1911), завідувач кафедри епізоотології   та клініки інфекційних хвороб (1921–25). У 1911–21 — завідувач губернської ветеринарної бактеріологічної станції (згодом інститут); від 1925 — директор, водночас — завідувач лабораторії мікробіології, 1930 — завідувач відділу вакцин і сироваток Українського інституту наукової і практичної ветеринарії (Харків).
Наукові дослідження з проблем імунізації худоби проти чуми. 1930 заарештований органами ГПУ за звинуваченням у приналежності до керівництва "Всеукраїнська контрреволюційна організація ветеринарів і бактеріологів" (сталінські репресії) , 1932 засуджений до розстрілу, заміненого ув'язненням на 10 років, 1937 звільнений..